# Liste des musées de la Guadeloupe
Liste de musées de la Guadeloupe :

## Musées départementaux
- Le musée Schœlcher, à Pointe-à-Pitre (Musée de France)
- Le musée Saint-John-Perse, à Pointe-à-Pitre (Musée de France)
- Le musée Edgar-Clerc au Moule, dédié aux civilisations caraïbes et arawaks (Musée de France)
- L'écomusée de Marie Galante (Musée de France)

## Traditions
- l'écomusée créole de la Guadeloupe, à Sainte-Rose : site représentant toute la Guadeloupe profonde d'hier à aujourd'hui.
- Le musée du rhum, à Sainte-Rose, où on peut découvrir des papillons et bien sûr l'histoire du rhum.
- Le musée du café, à Vieux-Habitants.
- Le musée du coquillage,  à Pointe-Noire.
- Le musée de la graine, à Trois-Rivières.
- Le musée "Costumes et Traditions", de Périnet, au Gosier.
- Le musée de la canne, à Port-Louis.
- Le musée de la Guadeloupe, à Basse-Terre[1], 14000 ans avant Jésus Christ jusqu’à nos jours.
- Le musée costumes et traditions de la Guadeloupe

## Maisons
- Maison de la forêt sur la route de la Traversée
- Maison du bois  à Pointe-Noire
- Maison du cacao à Pointe-Noire
- Maison du café à  Vieux-Habitants
- Maison de la banane à Trois-Rivières
- Maison de la noix de coco à Saint-François

## Autres musées
- Le Mémorial ACTe
- L'Aquarium de Guadeloupe au Gosier
- Le musée de la photographie à Gourbeyre.
- Le musée Gerty-Archimède à Basse-Terre.
- Le musée L'Herminier à Pointe-à-Pitre (Musée de France)

## Forts
Trois forts sont bien conservés. Ils ont joué un rôle important dans la guerre entre la France et l'Angleterre au XVIIe siècle.
- Le fort Delgrès à Basse-Terre.
- Le fort Fleur d'épée au Gosier, des manifestations culturelles et artistiques y ont lieu.
- Le fort Napoléon des Saintes.